# Aleksandar Pantić
Aleksandar Pantić (Alfabet ciríl·lic serbi: Александар Пантић) (Aranđelovac, República Federal de Iugoslàvia, 11 d'abril de 1992) és un futbolista professional serbi, que ocupa la posició de defensa central i també la de lateral dret. Es va formar a les categories inferiors del FK Partizan, i actualment és jugador del Doxa Katokopias.

## Trajectòria
Es va formar en les categories inferiors del Partizan. Va debutar en la Superlliga sèrbia amb l'FK Rad l'any 2011.

### Estrella Roja de Belgrad
L'estiu del 2012 va fitxar per l'Estrella Roja, amb qui va disputar tretze partits i va marcar un gol en la Superlliga 2012/13 sota la direcció de Robert Prosinečki.

### Vila-real CF
El 7 de juliol del 2013 es va fer oficial el seu fitxatge pel Vila-real CF. Va arribar amb la carta de llibertat i va firmar un contracte de tres anys. La seua presència en l'equip groguet va ser molt limitada durant la seua primera temporada. De fet, a l'equador de la Lliga 2013-14, només havia disputat un partit, va ser en la divuitena jornada contra el Rayo Vallecano, quan va entrar al camp a la segona meitat substituint a Chechu Dorado. Pantić va acabar el seu primer any al Madrigal havent disputat 606 minuts de Lliga en 9 partits.

#### Cessió al Córdoba CF
Davant la falta de minuts amb l'equip groguet el jugador serbi va marxar cedit al Córdoba. Amb l'equip andalús va debutar en la primera jornada de Lliga en la derrota 2–0 contra el Reial Madrid. El jugador va ser una peça important en l'eix de la defensa andalusa, ja que va disputar 29 dels 38 partits de Lliga, tot i això no va poder evitar el descens del seu equip.

#### Cessió a la SD Eibar
L'estiu del 2015 va ser cedit novament, en aquest cas a l'Eibar.

#### Cessió a l'Alavés
El 4 d'agost de 2016, Pantić fou cedit novament, aquest cop al Deportivo Alavés.

### Dinamo Kiev
Durant el mercat d'hivern de la temporada 2016–2017 el jugador va acabar la cessió amb l'Alavés, on no havia acabat de triomfar. A més a més, també es va desvincular de l'equip groguet i així va fitxar pel Dinamo de Kiev ucraïnès.